# Planet Heights

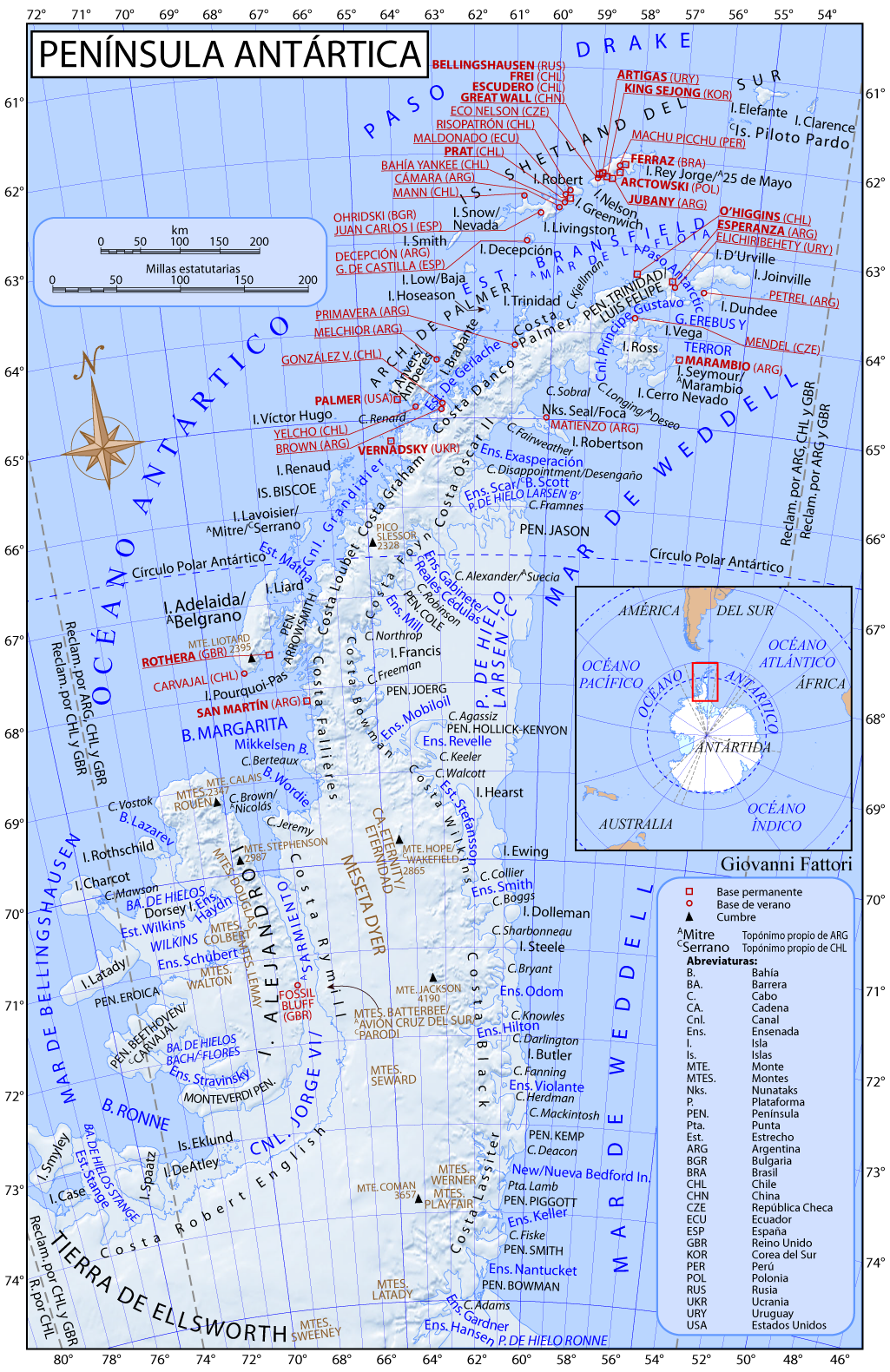
Karte der Antarktischen Halbinsel

Die Planet Heights sind ein 38,5 km langer Höhenzug im Osten der Alexander-I.-Insel westlich der Antarktischen Halbinsel. Sie umfassen eine Reihe von Berggipfeln entlang eines Gebirgskamms mit nord-südlicher Ausrichtung zwischen dem südlichen Abschnitt der LeMay Range und dem George-VI-Sund.
Der britische Geograph Derek Searle vom Falkland Islands Dependencies Survey kartierte das Gebirge 1960 anhand von Luftaufnahmen, die bei der Ronne Antarctic Research Expedition (1947–1948) entstanden. Das UK Antarctic Place-Names Committee nahm 1961 die Benennung in Anlehnung an diejenige nahegelegener Gletscher vor, die nach diversen Planeten benannt wurden.